# Орава (река)
Вижте пояснителната страница за други значения на Орава.
Орава (на словашки: Orava; на унгарски: Árva) е река в северозападна Словакия с дължина 60,9 km, която преминава през живописната област Орава. Изворът на реката днес попада в чертите на язовир Орава, построен през 1953 г. при сливането на притоците Биела Орава (протичаща в Словакия) и Чиерна Орава (протичаща в Полша и Словакия).
Река Орава се влива в най-дългата река в Словакия, Вах, близо до село Краловани.
Една от големите забележителности по течението на реката е Оравският замък при Долни Кубин.
|  | Тази страница частично или изцяло представлява превод на страницата Orava (river) в Уикипедия на английски. Оригиналният текст, както и този превод, са защитени от Лиценза „Криейтив Комънс – Признание – Споделяне на споделеното“, а за съдържание, създадено преди юни 2009 година – от Лиценза за свободна документация на ГНУ. Прегледайте историята на редакциите на оригиналната страница, както и на преводната страница, за да видите списъка на съавторите. ВАЖНО: Този шаблон се отнася единствено до авторските права върху съдържанието на статията. Добавянето му не отменя изискването да се посочват конкретни източници на твърденията, които да бъдат благонадеждни. |